# Anna Murià i Romaní
Anna Murià i Romaní (Barcelona, 21 d'abril de 1904 - Terrassa, el Vallès Occidental, 27 de setembre de 2002) fou una escriptora, traductora i periodista catalana. Va ser la primera dona a dirigir un diari en català. Va ser nomenada sòcia d'Honor de l'Associació d'Escriptors en Llengua Catalana i el 1990 va rebre la Creu de Sant Jordi.

## Biografia
Filla del periodista Magí Murià i Torner i d'Anna Romaní i Sabater, tingué per germà Josep Maria Murià i Romaní. Va rebre el primer ensenyament a l'escola francesa de les religioses de les Dames Negres.
Va estudiar comerç, comptabilitat i anglès a l'Institut de Cultura i Biblioteca Popular de la Dona (1918-1924) i va fer uns cursos nocturns a l'Ateneu Enciclopèdic Popular (1932-1936). El 1921 va començar a treballar com a secretària en diverses empreses i institucions.

## Activisme i escriptura
Com altres autores i intel·lectuals de l'època, compaginà la carrera personal amb el compromís social. Ja havia estat col·laborant a la revista La Dona Catalana prolíficament entre els anys 1925 i 1930 quan s'involucrà en el Club Femení i d'Esports de Barcelona, que procurava una formació fscica paral·lela a la formació cultural. L'entrada de l'autora com a sòcia del Club, a partir del gener de 1931, va influir de manera determinant en l'orientació cultural de l'entitat. Incorporada des del primer moment a la Comissió de Cultura i després a la Secretaria del Club, de seguida va promoure el Concurs Literari Femení així com cursets, conferències i altres activitats culturals i formatives per a les associades.
També fou força activa políticament, ja que va militar a Acció Catalana, des d'on participà en les campanyes per l'alliberament dels implicats en el Complot de Garraf. El 1932 es passà a Esquerra Republicana de Catalunya, amb la qual participà en la recollida de signatures a favor de l'aprovació de l'Estatut de Núria i per l'alliberament dels implicats en els fets del sis d'octubre de 1934. El 1932, també organitzà i forma part del Front Únic Femení Esquerrista, junt amb altres dones destacades del seu temps, com ara la Rosa Maria Arquimbau. El 1936 formà part del comitè central d'Estat Català.
Durant la guerra civil espanyola fou funcionària de la Generalitat de Catalunya, que la nomenà secretària de la Institució de les Lletres Catalanes; col·laborà a publicacions com La Dona Catalana, La Rambla, La Nau, Meridià i Diari de Catalunya. També fou membre de la Unió de Dones de Catalunya i cofundadora del Grup Sindical d'Escriptors Catalans, precedent de l'actual Associació d'Escriptors en Llengua Catalana.
Va iniciar la carrera com a escriptora amb la novel·la Joana Mas (1933). Després va publicar dos opuscles, La revolució moral (1934) i El 6 d'octubre i el 19 de juliol (1937), que reflecteixen el seu compromís cívic i polític. Durant la Guerra Civil encara va donar a conèixer una altra novel·la, La peixera (1938).
El 1934 havia entrat a treballar com a auxiliar a les Oficines del Servei d'Extensió d'Ensenyament Tècnic de la Generalitat. D'ençà del 1937 que treballava com a secretària a la Institució de les Lletres Catalanes, feina que va compaginar amb les tasques de redacció del Diari de Barcelona i del Diari de Catalunya, del qual al final de la guerra va esdevenir directora; es convertí en la primera dona que comandava un diari en català.

## Exili
En acabar la guerra s'exilià amb la seva família a França, específicament a Tolosa de Llenguadoc, Roissy-en-Brie, on conegué altres escriptors catalans com Mercè Rodoreda, Pere Calders, Pere Quart, Francesc Trabal i el seu futur company sentimental, el poeta Agustí Bartra.
El 1941, després de viatjar per Cuba i la República Dominicana, s'establí amb Bartra a Mèxic, on treballà com a traductora d'anglès i de francès al castellà, i on col·laborà en les revistes Catalunya, Germanor, Lletres, La Nostra Revista i Pont Blau.
Tanmateix, durant aquests trenta anys de confinament només va poder publicar els relats Via de l'est (1946) i El nen blanc i el nen negre (1947), juntament amb la seva obra més reconeguda, Crònica de la vida d'Agustí Bartra (1967), ampliada el 1980 i el 1990. A Mèxic van néixer els seus fills, Roger i Elionor.

## Retorn
Quan retornà a Catalunya, el gener de 1970, va treure a llum una bona part de la seva producció: l'assaig L'obra de Bartra (1975), on explica la vida que va viure amb el poeta, tant l'aventura familiar com la intel·lectual; els llibres per a infants El meravellós viatge de Nico Huehuetl a través de Mèxic (1974), A Becerola fan ballades (1978), Pinya de contes (1980) i Les aventures d'una pota de ruc i altres contes (2001); els recull de narracions, El país de les fonts (1978) i El llibre d'Eli (1982) i les novel·les: Res no és veritat, Alícia (1984) i Aquest serà el principi (1986); a més de les Cartes a l'Anna Murià de Mercè Rodoreda (1985).
Va exercir de nou ocasionalment el periodisme en revistes i diaris com Cavall Fort i Tretzevents, Serra d'Or, Oriflama, La Vanguardia o l'Avui. La dècada del 1990 va mantenir una secció fixa als diaris L'Actualitat i El 9 Nou de Terrassa i al suplement La Jornada Semanal del diari mexicà La Jornada, dirigit pel seu fill, l'antropòleg Roger Bartra. Ha estat sòcia d'honor de l'Associació d'Escriptors en Llengua Catalana.
La contribució de l'escriptora és interessant pel tractament del món de la dona i d'aquells aspectes que se'n deriven (l'amor, la maternitat, el sexe, la vellesa...) des del punt de vista psicològic. També en destaca el component ideològic pel que fa a la ruptura dels preceptes de l'antiga moral, la lluita per les llibertats, el catalanisme militant i el dubte existencial. Una altra tendència constant de la seva narrativa és la passió pel lirisme i l'univers dels símbols, fet que revela el caràcter pòetic d'aquesta producció. La seva faceta literària no pot deslligar-se de la trajectòria vital, per això una de les característiques més importants és el pes autobiogràfic de tota l'obra.
El 1990 va rebre la Creu de Sant Jordi i el 1999 va cedir l'arxiu familiar a la ciutat de Terrassa, al Fons Murià i Bartra es conserva la documentació personal, familiar i de bona part de l'obra intel·lectual d'Anna Murià i del seu marit.
L'any que va morir, el 2002, van sortir editats Quatre contes d'exili i, pòstumament, les Reflexions de la vellesa (2003), primer volum del seu dietari.
El febrer del 2019, es convocà a Terrassa el I Premi Ciutat de Terrassa Anna Murià de Contes.

## Obra
- Joana Mas (1933)
- La peixera (1938)
- La revolució moral (1934)
- El 6 d'octubre i el 19 de juliol (1937)
- Via de l'est (1946)
- El nen blanc i el nen negre (1947)
- Crònica de la vida d'Agustí Bartra (1967)
- La finestra de gel (1974)[13], novel·la de ciència-ficció que parla de la criogènia.
- L'obra de Bartra (1975)
- El meravellós viatge de Nico Huehuetl a través de Mèxic (1974, premi Josep Maria Folch i Torres)
- A Becerola fan ballades (1978)
- Pinya de contes (1982)
- El país de les fonts (1980)
- El llibre d'Eli (1982)
- Res no és veritat, Alícia (1984)
- Cartes a l'Anna Murià (1985), correspondència amb Mercè Rodoreda.
- Les Dones i la literatura catalana (1986)[9]
- Aquest serà el principi (1986).
- Quatre contes d'exili (2002)
- Reflexions de la vellesa (2003)